# Campo municipal de Bouzas-Baltasar Pujales
El campo municipal de Bouzas-Baltasar Pujales es un estadio de fútbol de propiedad municipal situado en la parroquia de Bouzas, en la ciudad española de Vigo, provincia de Pontevedra. En este campo juega como equipo local el Club Rápido de Bouzas. El estadio se inauguró en marzo de 2001.
El terreno de juego es de césped artificial. Su capacidad ronda los 1.500 espectadores, aunque sólo posee una grada con capacidad para 600 personas. El complejo deportivo cuenta con cuatro vestuarios, un local para oficinas, dos aseos para uso público y un equipo de calefacción que garantiza el suministro de agua caliente, además de un cierre perimetral de todo el campo. También incorpora un local para el servicio de cafetería.
Lleva el nombre de Baltasar Pujales, que fue presidente del Rápido de Bouzas durante más de 30 años, y que era el presidente en el momento de la inauguración del estadio. Anteriormente, el equipo jugaba en el campo de As Gaivotas, de tierra, situado en la zona donde hoy se encuentra el pabellón polideportivo, anexo al campo actual. 